# Брессон, Шарль Жозеф
Шарль-Жозеф Анри Готье де Брессон (1798—1847) — граф, французский дипломат.
В 1830 году был назначен первым секретарём при французском посольстве в Лондоне и вместе с английским секретарём посольства Картрайтом (en:Thomas Cartwright (diplomat)) был послан для сообщения результатов в лондонской конференции временному правительству в Бельгии. В 1833 г., назначен посланником в Берлин, усердно хлопотал об установлении дружественных отношений между Пруссией и Францией и особенно старался помешать слишком тесному сближению Пруссии с Россией.
На протяжении недели с 10 по 18 ноября 1834 г. занимал пост министра иностранных дел. Когда в 1837 году состоялось бракосочетание герцога Орлеанского с принцессой Мекленбургской, состоявшей в близком родстве с прусским королевским домом, Луи-Филипп, в награду за труды Брессона, возвёл его в графское и пэрское достоинство.
В палате пэров Брессон был всегда ревностным защитником правительственной политики и в 1841 г. обратил на себя всеобщее внимание речью, в которой защищал план укрепления Парижа. Несколько лет спустя он был отправлен посланником в Мадрид, где 28 августа 1846 г. благополучно довёл до конца политическую интригу испанско-французского двойного брака (королевы Изабеллы с инфантом Франциском Ассизским, и её сестры инфанты Луизы с сыном Луи-Филиппа, Антуаном, герцогом Монпансье). Отозванный из Мадрида в том же году, он был назначен летом 1847 г. на пост посланника в Неаполе, но здесь уже 2 ноября 1847 г. покончил жизнь самоубийством.